# Ready to Die
Ready to Die is een album van de Amerikaanse rapper The Notorious B.I.G. Het werd uitgebracht op 13 september 1994 door Bad Boy Records en was het debuutalbum van Notorious B.I.G. Van dit album kwamen drie singles: Juicy, Big Poppa en One More Chance. Het album is vier keer bekroond met platina in de Verenigde Staten. Ready to Die wordt door verschillende critici beschouwd als een van de grootste hiphop-albums aller tijden.

## Tracklist
| Nr. | Titel                     | Duur |
| --- | ------------------------- | ---- |
| 1.  | Intro                     | 3:24 |
| 2.  | Things Done Changed       | 3:58 |
| 3.  | Gimme the Loot            | 5:04 |
| 4.  | Machine Gun Funk          | 4:17 |
| 5.  | Warning                   | 3:40 |
| 6.  | Ready to Die              | 4:24 |
| 7.  | One More Chance           | 4:43 |
| 8.  | Fuck Me (interlude)       | 1:31 |
| 9.  | The What (met Method Man) | 3:57 |
| 10. | Juicy                     | 5:02 |
| 11. | Everyday Struggle         | 5:19 |
| 12. | Me & My Bitch             | 4:00 |
| 13. | Big Poppa                 | 4:13 |
| 14. | Respect                   | 5:21 |
| 15. | Friend of Mine            | 3:28 |
| 16. | Unbelievable              | 3:43 |
| 17. | Suicidal Thoughts         | 2:50 |

## Charts
| Jaar | Album        | Hoogste positie | Hoogste positie        |
| Jaar | Album        | Billboard 200   | Top R&B/Hip Hop Albums |
| 1994 | Ready to Die | 15              | 3                      |